# Soller (Vettweiß)
Soller is een plaats in de Duitse gemeente Vettweiß, deelstaat Noordrijn-Westfalen, en telt 684 inwoners (2007).

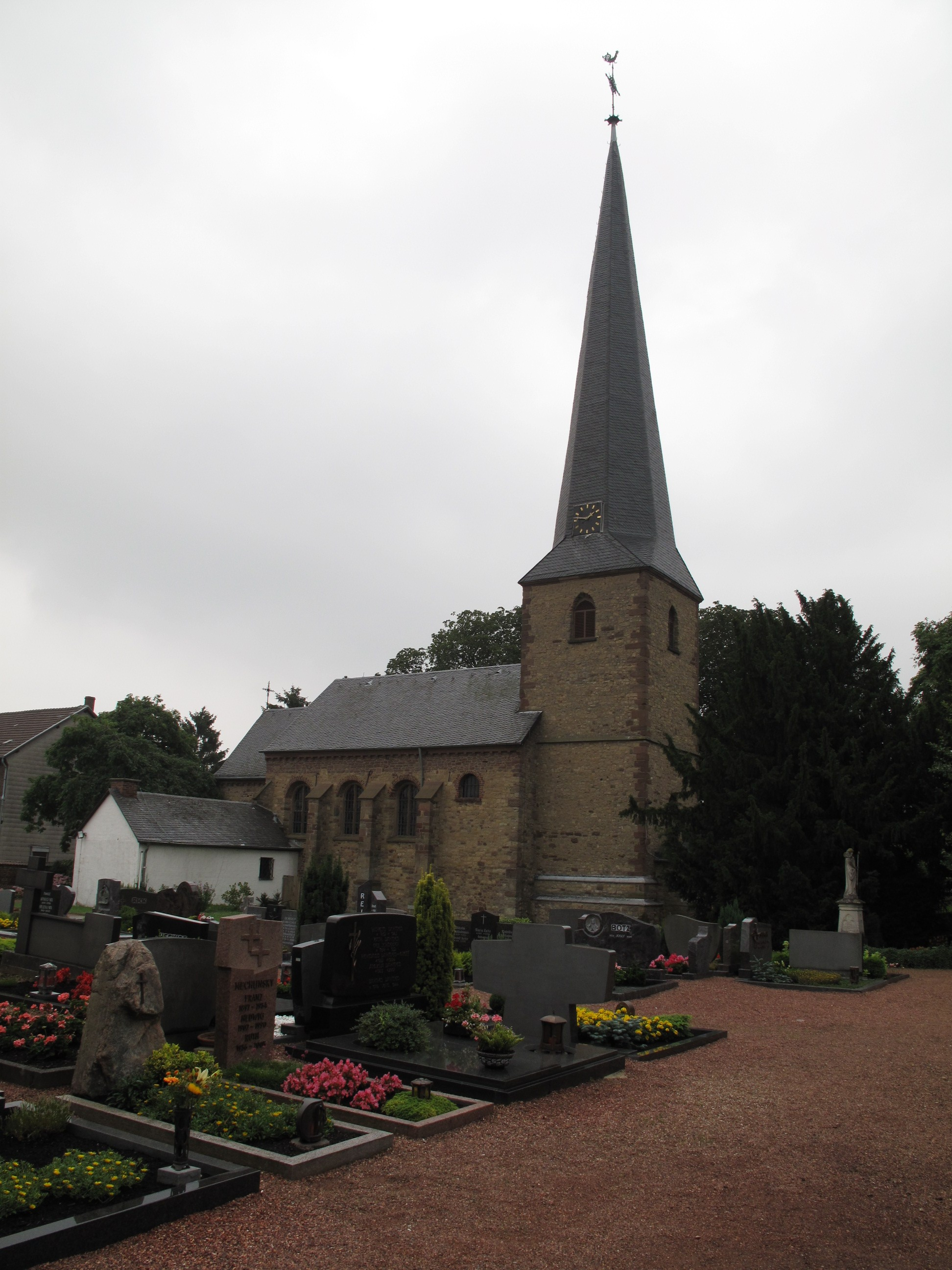
Soller, kerk